# Address Boulevard
The Address Boulevard est un gratte-ciel de 368 mètres construit en 2017 à Dubaï.
Il s'agit du 56ème plus haut gratte-ciel du monde. Il comprend 196 chambres dont 116 chambres luxueuses et spacieuses, 44 chambres club de luxe, 28 suites à une chambre, 7 suites à 2 chambres et une suite présidentielle avec vue sur The Dubai Fountain et le Burj Khalifa. En outre, l'hôtel dispose également de 532 appartements avec services, dont des duplex et deux penthouses, les clients des résidences ayant un accès garanti aux installations de l'hôtel. L'accent est également mis sur les installations artistiques, avec un total de 48 artistes exposés présentant 251 œuvres d'art parsemant les intérieurs de l'hôtel,,.
En 2012, lors du lancement du projet, il était envisagé de vendre les studios aux environs de 300 000 USD et les appartements comprenant 4 chambres à coucher 1.6 millions de USD.